# Myotis goudoti
Myotis goudoti is een zoogdier uit de familie van de gladneuzen (Vespertilionidae). De wetenschappelijke naam van de soort werd voor het eerst geldig gepubliceerd door A. Smith in 1834.

## Voorkomen
De soort komt voor in Madagaskar.